# Carles II del Palatinat
Carles II del Palatinat (Heidelberg, 31 de març de 1651 - 1685) va ser príncep-elector del Kurpfalz des de 1680 i fins a 1685. Fou el darrer elector palatí de religió protestant i darrer membre de la branca dels Wittelsbach que governaren l'Electorat del Palatinat des de 1459.
Nascut a Heidelberg, capital del Palatinat, fill de l'elector Carles I Lluís, elector palatí i de la landgravina Carlota de Hessen-Kassel, Carles II era net per via paterna de l'elector Frederic V del Palatinat i de la princesa Elisabet de Bohèmia, i per via materna ho era del landgravi Guillem V de Hessen-Kassel i de la princesa Amalie Elisabeth von Hanau-Münzenberg.
Carles II no contragué matrimoni i no tingué, per tant, descendència legítima que el pogués succeir al tron del Palatinat. L'any 1680, després de la mort del seu pare, accedí al tron palatí però tan sols cinc anys després morí. A la seva mort, el Palatinat passà al duc Felip Guillem I, elector palatí. Aquesta successió fou l'arrel del conflicte de la Guerra dels Nou Anys.